# Eparchia kazańska
Eparchia kazańska – jedna z eparchii Rosyjskiego Kościoła Prawosławnego. Jest częścią metropolii tatarstańskiej i obejmuje swoją jurysdykcją część rejonów w Tatarstanie. Funkcje katedry eparchialnej pełni sobór św. Mikołaja w Kazaniu. Jej ordynariuszem jest metropolita kazański i tatarstański Cyryl (Nakonieczny). 

## Historia
Eparchia została powołana w 1555, w związku z zajęciem Kazania przez armię Iwana IV Groźnego. Pierwszym ordynariuszem eparchii został biskup Guriasz (Rugotin), który razem z archimandrytami Warsonofiuszem i Germanem zorganizował również w mieście pierwszą misję prawosławną. Terytorium eparchii w pierwszym stuleciu jej istnienia obejmowało całość ziem dawnego chanatu kazańskiego, następnie również ziemię wiacką oraz astrachańską. W II połowie XVI w. i na początku w. XVII do eparchii systematycznie przyłączane były podbijane przez Rosję ziemie syberyjskie. Po reformach administracyjnych Rosji w XVIII stuleciu granice eparchii miały pokrywać się z terytorium guberni kazańskiej i symbirskiej, zaś po powstaniu w 1832 samodzielnej eparchii symbirskiej wyłącznie kazańskiej. W I połowie lat 20. XX wieku obszar eparchii został wyznaczony granicami autonomicznych republik  czuwaskiej, tatarskiej i marijskiej. W 1946 na terenie pierwszej powołano eparchię czeboksarską i czuwaską, zaś w 1993 obszar Mari El objęła samodzielna eparchia joszkar-olijska i marijska.
W pierwszej połowie XIX w. z inicjatywy arcybiskupa kazańskiego Ambrożego przy eparchii podjął działalność oddział Towarzystwa Biblijnego, w ramach którego tłumaczono Biblię na język tatarski, zaś od 1830, za sprawą arcybiskupa Filareta, Kazań był centrum działalności misyjnej wśród Tatarów. Od 1842 przy eparchii działa Kazańska Akademia Duchowna.
Według danych z 1909 eparchia kazańska i swijaska dysponowała 739 cerkwiami (parafialnymi, monasterskimi, domowymi) oraz 336 kaplicami, obsługiwanymi przez 803 duchownych. Z kolei w 1917, bezpośrednio przed rewolucją październikową, na terytorium eparchii czynne były 794 cerkwie i 419 kaplic obsługiwane przez 1554 duchownych (kapłanów i diakonów). W 27 monasterach przebywało 1601 mnichów i 202 mniszki.
Duchowieństwo eparchii kazańskiej zostało poddane gwałtownym represjom w okresie radzieckim. Straty osobowe wśród jej duchownych były tak poważne, iż w 1937 praktycznie przestała ona funkcjonować. Już w 1929 władze poleciły zamknięcie wszystkich monasterów eparchii. W 1939 na jej terenie działały jedynie dwie świątynie: cerkwie w Kazaniu (cmentarna świątynia Świętych Jarosławskich) i w Mienzelinsku. Odnowienie życia religijnego w regionie nastąpiło dopiero po zmianie polityki władz wobec Cerkwi wymuszonej II wojną światową. W 1948 na terenie eparchii działało ok. 40 świątyń, jednak już w latach 60. miała miejsce kolejna fala ich likwidacji, w czasie której liczba parafii spadła do piętnastu. W 1960 biskup kazański Hiob został skazany na 3 lata więzienia. Jego następca Michał (Woskriesienski) z powodzeniem bronił ostatnich świątyń eparchii przed zamknięciem. W 1988 eparchia prowadziła 27 parafii. Po upadku ZSRR administratura odzyskała szereg straconych wcześniej obiektów sakralnych. Według danych z 2011 prowadziła 272 parafie z 221 cerkwiami, w 21 dekanatach, obsługiwane przez 330 kapłanów.
W 2012 z terytorium eparchii wydzielono eparchie czystopolską i almietjewską. Razem z eparchią kazańską utworzyły one metropolię tatarstańską.
Od 1579 szczególnym kultem otoczona jest w eparchii Kazańska Ikona Matki Bożej.

### Biskupi kazańscy[5]
- Guriasz (Rugotin), 1555–1563

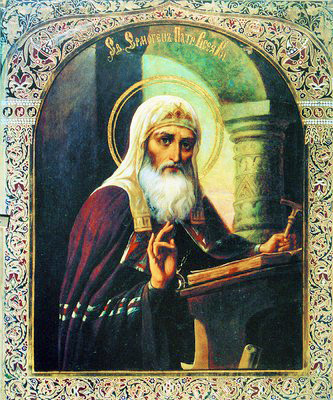
Hermogen

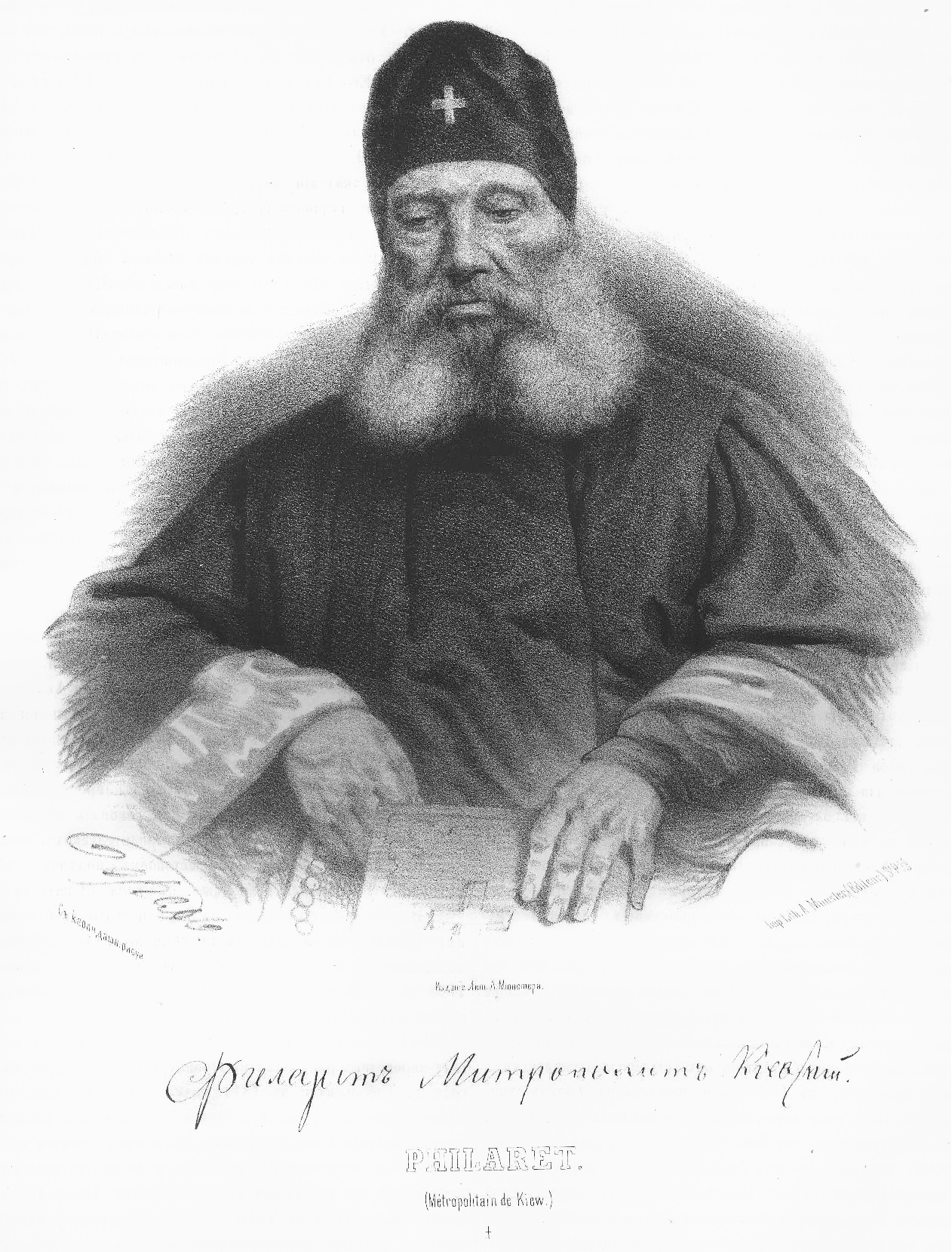
Filaret (Amfitieatrow)

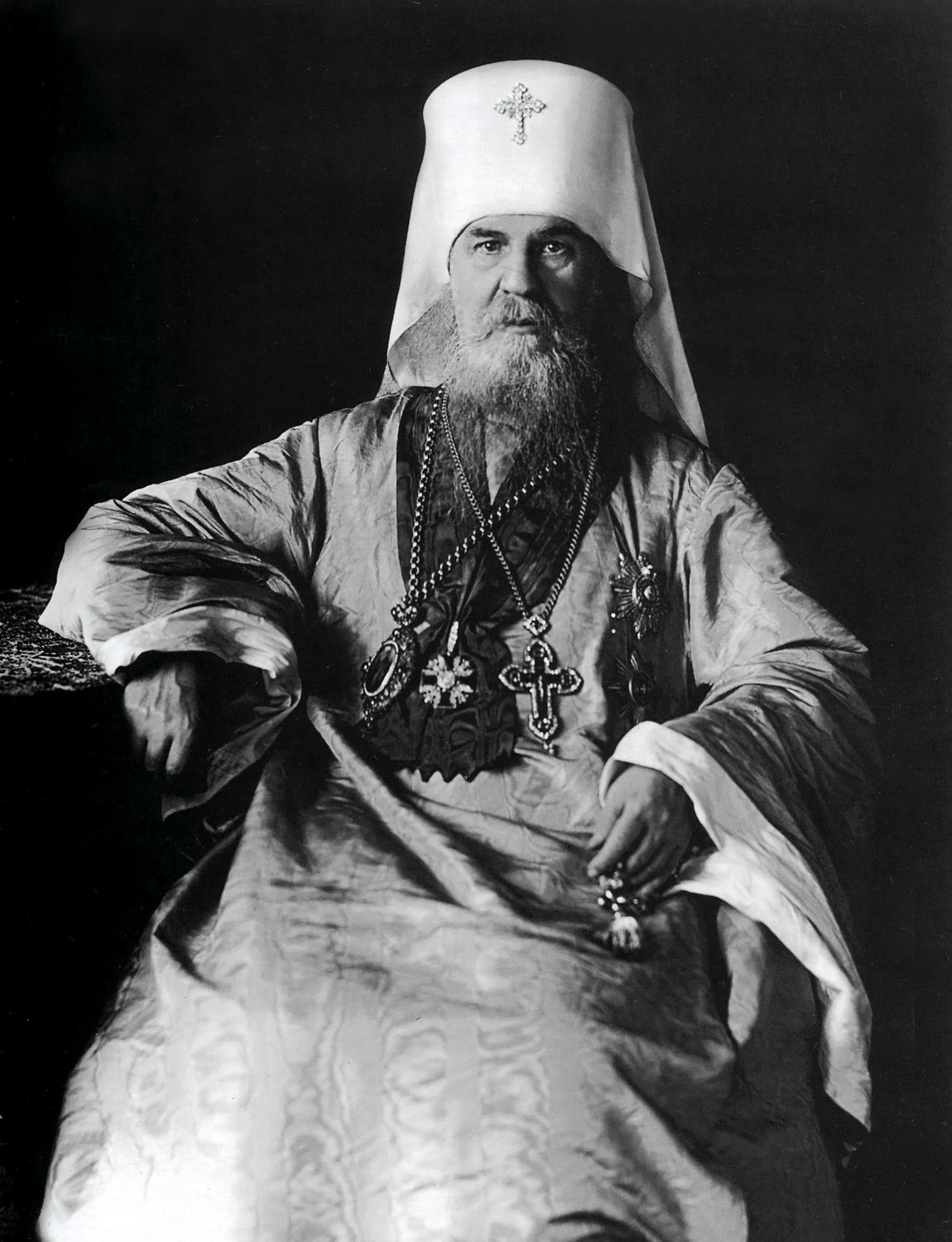
Palladiusz (Rajew-Pisariew)

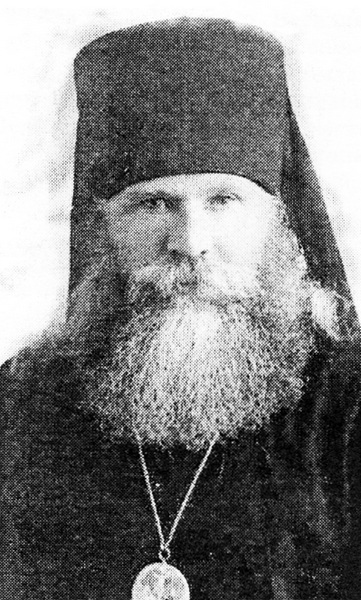
Benedykt (Płotnikow)

- German (Sadyriew-Polew), 1564–1567
- Laurenty I, 1568–1574
- Wassian, 1575
- Tichon (Chworostinin), 1575–1576
- Jeremiasz, 1576–1581
- Kosma, 1581–1583
- Tichon, 1583–1589
- Hermogen, 1589–1606
- Efrem (Chwostow), 1606–1614
- Mateusz, 1615–1646
- Szymon, 1646–1649
- Korneliusz I, 1649–1657
- Laurenty II, 1657–1672
- Korneliusz II, 1672–1674
- Joazaf, 1674–1686
- Adrian, 1686–1690
- Marceli, 1690–1698
- Tichon (Woinow), 1699–1724
- Sylwester (Chołmski), 1725–1732
- Hilarion (Rogalewski), 1732–1735
- Gabriel (Russki), 1735–1738
- Łukasz (Konaszewicz), 1738–1755
- Gabriel (Kremenecki), 1755–1762
- Beniamin (Pucek-Hryhorowicz), 1762–1782
- Antoni (Zybielin), 1782–1785
- Ambroży (Podobiedow), 1785–1799
- Serapion (Aleksandrowski), 1799–1803
- Paweł (Ziornow), 1803–1815
- Ambroży (Protasow), 1816–1826
- Jonasz (Pawinski), 1825–1828
- Filaret (Amfitieatrow), 1828–1836
- Włodzimierz (Użynski), 1836–1848
- Grzegorz (Postnikow), 1846–1856
- Atanazy (Sokołow), 1856–1866
- Antoni (Amfitieatrow), 1866–1879
- Sergiusz (Lapidiewski), 1880–1882
- Palladiusz (Rajew-Pisariew), 1882–1887
- Paweł (Lebiediew), 1887–1892
- Włodzimierz (Pietrow), 1892–1897
- Arseniusz (Briancew),1897–1903
- Dymitr (Kowalnicki), 1903–1905
- Dymitr (Sambikin), 1905–1908
- Nikanor (Kamienski), 1908–1910
- Jakub (Piatnicki), 1910–1919
- Cyryl (Smirnow), 1919–1922
- Atanazy (Malinin), 1930–1933
- Serafin (Aleksandrow), 1933–1936
- Benedykt (Płotnikow), 1936–1937
- Nikon (Purlewski), 1937
- Andrzej (Komarow), 1942–1944
- Hermogen (Kożyn), 1946–1949
- Justyn (Malcew), 1949–1950
- Sergiusz (Korolow), 1950–1952
- Hiob (Kresowycz), 1953–1960
- Michał (Woskriesienski), 1960–1967
- Sergiusz (Gołubcow), 1967
- Michał (Woskriesienski), 1967–1975
- Pantelejmon (Mitriukowski), 1975–1988

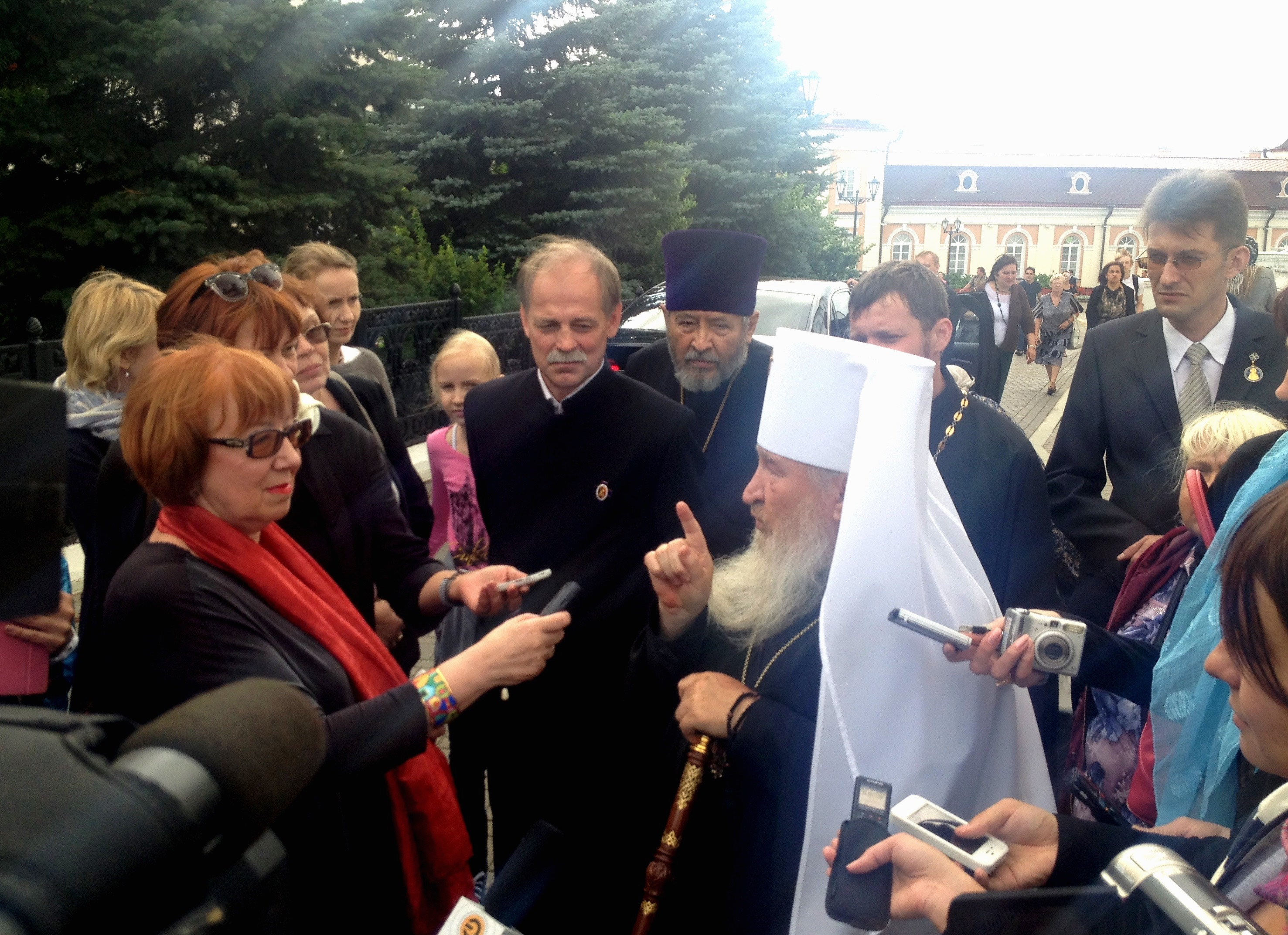
Teofan (Aszurkow)

- Anastazy (Mietkin), 1988–2015
- Teofan (Aszurkow), 2015–2020[6]
- Cyryl (Nakonieczny), od 2020[7]

### Nazewnictwo
W związku ze zmianami zasięgu terytorialnego eparchii kilkakrotnie ulegała zmianie jej nazwa i tytuł biskupa ordynariusza:
- od powstania do 1795 – kazańska i swijaska, z wyłączeniem biskupa Hermogena, noszącego tytuł kazański i astrachański oraz Joazafa – kazański i bułgarski,
- od 1795 do 1831 – kazańska i symbirska,
- od 1831 do 1950 – kazańska i swijaska,
- od 1944 do 1958 – kazańska i czystopolska,
- od 1958 do 1993 – kazańska i marijska,
- od 1993 do 2012 – kazańska i tatarstańska,
- od 2012 – kazańska[8].

## Monastery
W jurysdykcji eparchii kazańskiej i tatarstańskiej w 2016 znajdowały się następujące monastery:
- Raifski Monaster Matki Bożej, męski,
- Monaster Zaśnięcia Matki Bożej w Swijażsku, męski[10],
- Monaster św. Jana Chrzciciela w Kazaniu, męski,
- Monaster Dziewięciu Męczenników z Kyziku i Wprowadzenia Matki Bożej do Świątyni w Kazaniu, męski,
- Monaster Kazańskiej Ikony Matki Bożej w Kazaniu, męski,
- Monaster św. Makarego w Wwiedienskiej Słobodzie, męski,
- Pustelnia Siedmiojezierska, męski,
- Ziłantowski Monaster Zaśnięcia Matki Bożej, żeński,
- Monaster Kazańskiej Ikony Matki Bożej w Jełabudze, żeński,
- Monaster św. Jana Chrzciciela w Swijażsku, żeński[11].